# Električna otpornost i provodnost
Električna otpornost (oznaka ρ), zastarjeli naziv specifični električni otpor, fizikalna je veličina koja opisuje svojstvo tvari da se opire protjecanju električne struje. Električna otpornost recipročna je električnoj provodnosti. Može se odrediti mjerenjem električnoga otpora R, duljine električnog vodiča u smjeru električne struje l i ploštine njegova poprečnog presjeka S, to jest:
{\displaystyle \rho ={\frac {R\cdot S}{l}}}
Mjerna jedinica električne otpornosti je ommetar (Ωm).
Najmanju električnu otpornost imaju supravodiči, potom električni vodiči, poluvodiči i elektroliti, a najveću električni izolatori. Osim o vrsti tvari otpornost ovisi i o primjesama u tvari, temperaturi, strukturi tvari, tako na primjer otpornost vode u tekućem stanju jako ovisi o koncentraciji otopljenih soli (ukupne otopljene tvari).

## Električna provodnost
Električna provodnost (oznaka σ), zastarjeli naziv specifična električna vodljivost, fizikalna je veličina koja opisuje svojstvo tvari da provodi električnu struju. Električna provodnost recipročna je električnoj otpornosti. Može se odrediti mjerenjem električne vodljivosti G, duljine električnog vodiča u smjeru električne struje l i ploštine njegova poprečnog presjeka S, to jest:
{\displaystyle \sigma ={\frac {G\cdot l}{S}}}
Mjerna jedinica električne provodnosti je simens po metru (S/m).
Najveću električnu provodnost imaju supravodiči, potom električni vodiči, poluvodiči i elektroliti, a najmanju električni izolatori. Osim o vrsti tvari provodnost ovisi i o primjesama u tvari, temperaturi, strukturi tvari, na primjer provodnost vode u tekućem stanju jako ovisi o koncentraciji otopljenih soli (ukupne otopljene tvari).

### Električna otpornost i provodnost nekih tvari
Lista ispod pokazuje električnu otpornost, električnu provodnost i temperaturni koeficijent električnog otpora za različite materijale na 20 °C (293 K):
| Materijal                           | ρ (Ω·m) kod 20 °C             | σ (S/m) kod 20 °C             | Temperaturni koeficijent električnog otpora (K−1) | Izvori       |
| ----------------------------------- | ----------------------------- | ----------------------------- | ------------------------------------------------- | ------------ |
| Grafen                              | 1,00 x 10−8                   | 1,00 x 108                    | −0,000 2                                          | [ 3 ]        |
| Srebro                              | 1,59 x 10−8                   | 6,3 x 107                     | 0,003 8                                           | [ 4 ] [ 5 ]  |
| Bakar                               | 1,68 x 10−8                   | 5,96 x 107                    | 0,003 862                                         | [ 6 ]        |
| Žareni bakar                        | 1,72 x 10−8                   | 5,8 x 107                     | 0,003 93                                          | [ 7 ]        |
| Zlato                               | 2,44 x 10−8                   | 4,11 x 107                    | 0,003 4                                           | [ 4 ]        |
| Aluminij                            | 2,82 x 10−8                   | 3,5 x 107                     | 0,003 9                                           | [ 4 ]        |
| Kalcij                              | 3,36 x 10−8                   | 2,98 x 107                    | 0,004 1                                           |              |
| Volfram                             | 5,60 x 10−8                   | 1,79 x 107                    | 0,004 5                                           | [ 4 ]        |
| Cink                                | 5,90 x 10−8                   | 1,69 x 107                    | 0,003 7                                           | [ 8 ]        |
| Nikal                               | 6,99 x 10−8                   | 1,43 x 107                    | 0,006                                             |              |
| Litij                               | 9,28 x 10−8                   | 1,08 x 107                    | 0,006                                             |              |
| Željezo                             | 9,71 x 10−8                   | 1,00 x 107                    | 0,005                                             | [ 4 ]        |
| Platina                             | 1,06 x 10−7                   | 9,43 x 106                    | 0,003 92                                          | [ 4 ]        |
| Kositar                             | 1,09 x 10−7                   | 9,17 x 106                    | 0,004 5                                           |              |
| Ugljični čelik (1010)               | 1,43 x 10−7                   | 6,99 x 106                    |                                                   | [ 9 ]        |
| Olovo                               | 2,20 x 10−7                   | 4,55 x 106                    | 0,003 9                                           | [ 4 ]        |
| Titanij                             | 4,20 x 10−7                   | 2,38 x 106                    | 0,003 8                                           |              |
| Električni čelik s usmjerenim zrnom | 4,60 x 10−7                   | 2,17 x 106                    |                                                   | [ 10 ]       |
| Manganin                            | 4,82 x 10−7                   | 2,07 x 106                    | 0,000 002                                         | [ 11 ]       |
| Konstantan                          | 4,90 x 10−7                   | 2,04 x 106                    | 0,000 008                                         | [ 12 ]       |
| Nehrđajući čelik (18/8 CrNi)        | 6,90 x 10−7                   | 1,45 x 106                    | 0,000 94                                          | [ 13 ]       |
| Živa                                | 9,80 x 10−7                   | 1,02 x 106                    | 0,000 9                                           | [ 11 ]       |
| Kromnikal                           | 1,10 x 10−6                   | 6,7 x 105                     | 0,000 4                                           | [ 4 ]        |
| GaAs                                | od 1,00 x 10−3 do 1,00 x 108  | od 1,00 x 10−8 do 103         |                                                   | [ 14 ]       |
| Ugljik (amorfni)                    | od 5,00 x 10−4 do 8,00 x 10−4 | od 1,25 x 103 do 2 x 103      | −0.0005                                           | [ 4 ] [ 15 ] |
| Ugljik (grafit)                     | od 2.50 x 10−6 do 5.00x 10−6  | od 2,00 x 105 do 3,00 x 103   |                                                   | [ 16 ]       |
| Germanij                            | 0,46                          | 2,17                          | − 0,048                                           | [ 4 ] [ 5 ]  |
| Morska voda                         | 0,20                          | 4,80                          |                                                   | [ 17 ]       |
| Bazenska voda                       | od 0,333 do 0,40              | od 0,25 do 0,30               |                                                   | [ 18 ]       |
| Pitka voda                          | od 20 do 2 000                | od 5,00 x 10−4 do 5,00 x 10−2 |                                                   |              |
| Silicij                             | 6.40 x 102                    | 1,56 x 10−3                   | -0,075                                            | [ 4 ]        |
| Drvo                                | od 1.00 x 103 do 1,00 x 104   | od 10−4 do 0−3                |                                                   | [ 19 ]       |
| Destilirana voda                    | 1,80 x 105                    | 5,50 x 10−6                   |                                                   | [ 20 ]       |
| Staklo                              | od 1,00 x 1011 do 1,00 x 1015 | od 10−11 do 10−15             |                                                   | [ 4 ] [ 5 ]  |
| Tvrda guma                          | 1,00 x 1013                   | 10−14                         |                                                   | [ 4 ]        |
| Suho drvo                           | od 1,00 x 1014 do 1,00 x 1016 | od 10−16 do 10−14             |                                                   | [ 19 ]       |
| Sumpor                              | 1,00 x 1015                   | 10−16                         |                                                   | [ 4 ]        |
| Zrak                                | od 1,30 x 1014 do 3,30 x 1014 | od 3 x 10−15 do 8 x 10−15     |                                                   | [ 21 ]       |
| Dijamant                            | 1,00 x 1012                   | 10−13                         |                                                   | [ 22 ]       |
| Kremeno staklo                      | 7,50 x 1017                   | 1,30 x 10−18                  |                                                   | [ 4 ]        |
| PET                                 | 1,00 x 1021                   | 10−21                         |                                                   |              |
| Teflon                              | od 1,00 x 1023 do 1,00 x 1025 | od 10−25 do 10−23             |                                                   |              |